# 生物多様性センター (アメリカ)
生物多様性センター（せいぶつたようせいせんたー、英語：Center for Biological Diversity）は、アメリカ合衆国アリゾナ州ツーソンに本部を置く生物多様性保護を中心とした活動を行う非営利団体。米国生物多様性センターとも表記する。

## 概要
生物多様性センターは、ニューメキシコ州ヒラの生態系に興味を持った3人の創始者たちによって、1989年に設立された。最初の活動は、フクロウとオオタカ保護のために森林伐採の中止を訴えたことであった。
2008年5月時点ではアリゾナのほかに、カリフォルニア州、ニューメキシコ州、オレゴン州、モンタナ州、イリノイ州、ミネソタ州、アラバマ州およびワシントンD.C.に活動拠点を持つ。主な活動は生物多様性の保全についてだが、それに関連して気候・海洋についての環境保全活動も行っている。日本においては、沖縄のジュゴンを原告としてラムズフェルド米国防長官を訴えた訴訟の原告団の一員として知られている。
2009 300+ Groups Ask Senate for Stronger Climate Bill